# Gilbertès
El gilbertès o gilbertés (taetae ni Kiribati en aquesta llengua) és un idioma de la família de les llengües austronèsies.
Aproximadament unes 105.000 persones parlen gilbertès, de les quals 98.000 viuen a Kiribati, un 92,7% de la població. La resta de parlants són habitants de Nui (Tuvalu), Rabi (Fiji), Mili, (Illes Marshall) i algunes altres illes on existeixen colònies d'antics habitants de Kiribati (Salomó, Vanuatu, Nova Zelanda o Hawaii).
Al contrari que altres idiomes de la regió del Pacífic, el gilbertès no es troba en perill d'extinció, i gairebé tots els parlants l'utilitzen cada dia. Només el 30% dels parlants són completament bilingües amb l'anglès, de manera que el gilbertès no corre el perill de ser absorbit per la llengua anglesa.
Pescadors, mariners, grangers i gent involucrada en la producció de copra conformen la major part de parlants d'aquesta llengua.

## Dialectes
El gilbertès té dos dialectes principals: el del nord i el del sud; la principal diferència entre ells es troba en la pronunciació d'algunes paraules. Les illes de Butaritari i Makin també tenen el seu propi dialecte, que difereix tant en vocabulari com en pronunciació i en vocabulari del gilbertès estàndard.

## Escriptura
Per a l'escriptura s'utilitza l'alfabet llatí des del segle xix, quan el missioner Hiram Bingham Jr. va traduir la Bíblia. Anteriorment el llenguatge no tenia forma escrita. Una de les dificultats amb les quals es va trobar Bingham al traduir la Bíblia van ser referències a paraules com per exemple muntanya, un fenomen geogràfic desconegut per als habitants de Kiribati d'aquella època i del qual només havien sentit parlar en llegendes samoanes.

## Alfabet
| A  | B   | E  | I | K  | M  | N  | NG  | O  | R  | T  | U | W  |
| -- | --- | -- | - | -- | -- | -- | --- | -- | -- | -- | - | -- |
| ah | bee | eh | i | ki | mm | nn | ngg | oh | ri | si | ú | wi |

## Frases útils
- Hola - Mauri
- Hola (singular) - Ko na mauri
- Hola (plural) - Kam na mauri
- Com estàs? - Ko uara?
- Gràcies - Ko rabwa
- Gràcies (a diverses persones) - Kam rabwa
- Adéu - Ti a bo (ens veurem)
- Sí - eng
- No - iaki